# Plateros floralis
Plateros floralis är en skalbaggsart som först beskrevs av Melsheimer 1845.  Plateros floralis ingår i släktet Plateros och familjen rödvingebaggar. Inga underarter finns listade i Catalogue of Life.